# Gli sbagli che fai
Gli sbagli che fai è un singolo del cantautore italiano Vasco Rossi, pubblicato il 27 settembre 2023.

## Tracce
Testi e musiche di Vasco Rossi, Saverio Principini e Saverio Grandi.
1. Gli sbagli che fai – 4:15

## Formazione
- Vasco Rossi - voce
- Andrea Torresani - basso
- Donald Renda - batteria
- Vince Pastano - chitarra acustica, chitarra elettrica, mandolino, sintetizzatore, programmazione
- Simone Sello - chitarra elettrica
- Fabrizio Luca - percussioni

## Classifiche

### Classifiche settimanali
| Classifica (2023) | Posizione massima |
| ----------------- | ----------------- |
| Italia            | 61                |